# Tricharina
Tricharina es un género de hongos en la familia Pyronemataceae. El género posee una amplia distribución en regiones templadas, y contiene 13 especies. La forma anamorfa es Ascorhizoctonia. Tricharina fue descrita por el micólogo Finn-Egil Eckblad en 1968.

## Especies
- T. ascophanoides
- T. cretea
- T. flava
- T. gilva
- T. groenlandica
- T. hiemalis
- T. japonica
- T. mariae
- T. ochroleuca
- T. pallidisetosa
- T. praecox
- T. striispora
- T. obispora